# Agonandra goldbergiana
Agonandra goldbergiana là một loài thực vật có hoa trong họ Opiliaceae. Loài này được Hiepko mô tả khoa học đầu tiên năm 1997.